# Spoorlijn Weesp - Leiden

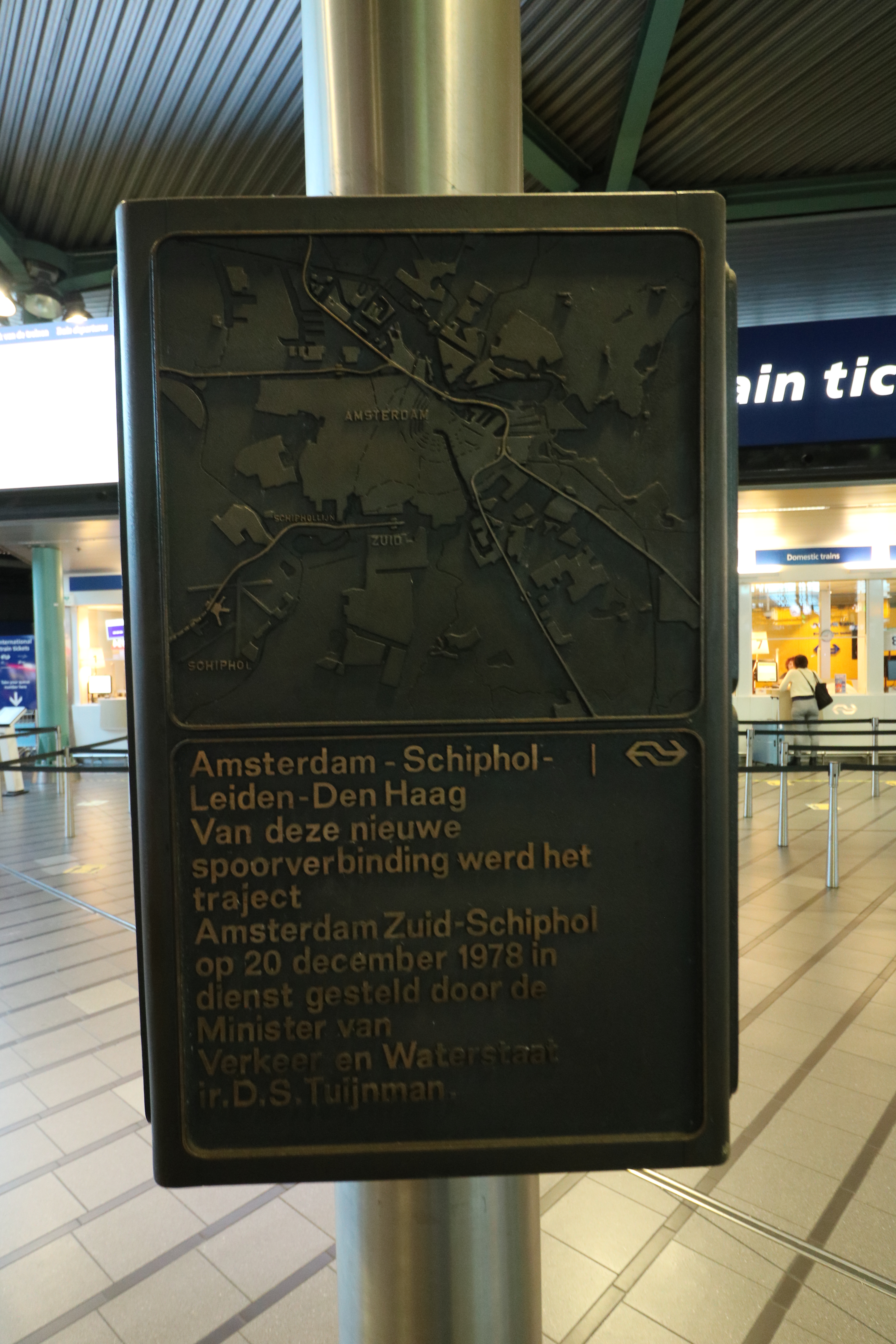
Plaquette van de opening van Schiphol – Amsterdam Zuid op 20 december 1978.

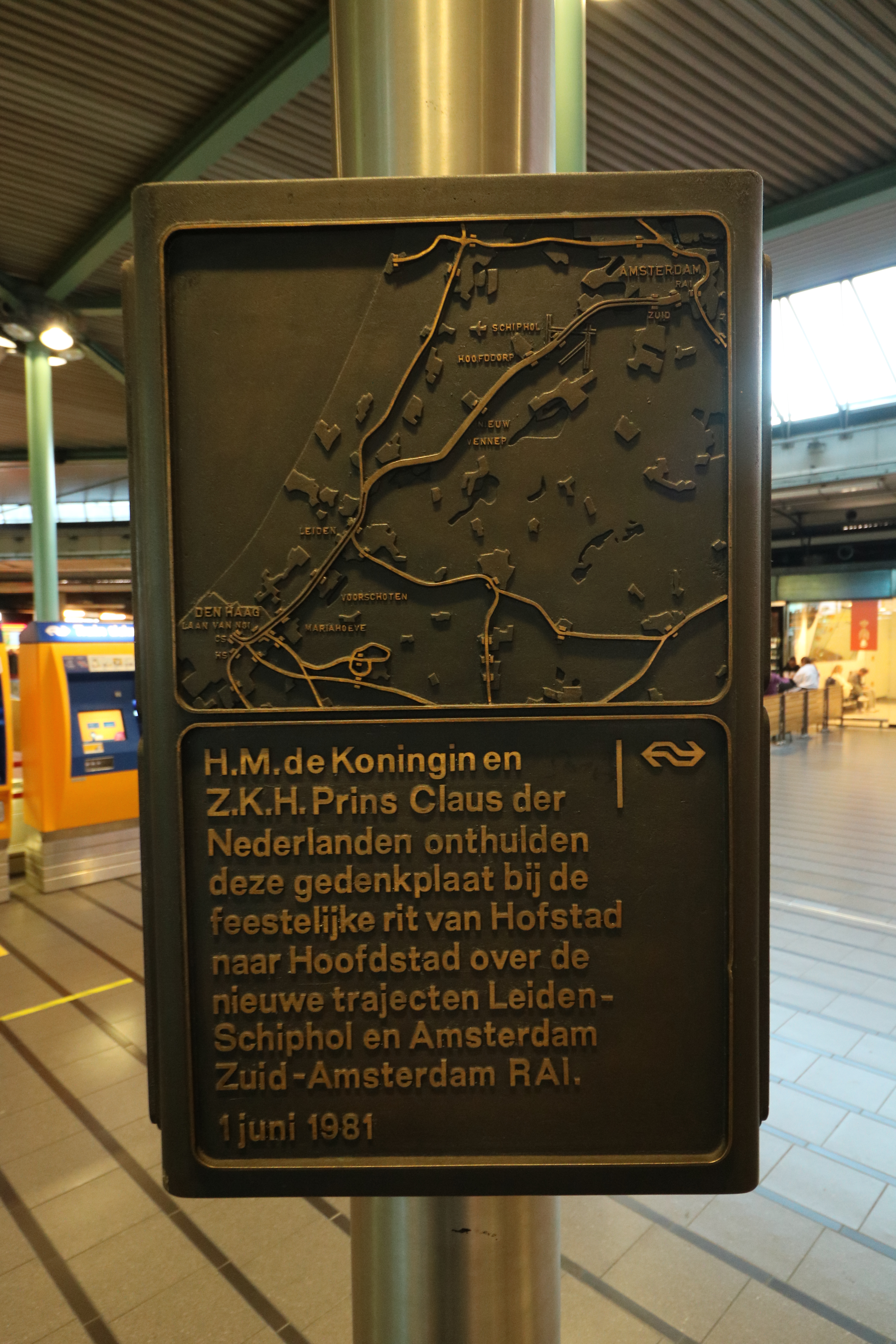
Plaquette van de opening van de lijndelen Leiden – Schiphol en Amsterdam Zuid – Amsterdam RAI op 1 juni 1981.

De Spoorlijn Weesp – Leiden, ook wel Schiphollijn genoemd, is een spoorlijn die de Luchthaven Schiphol in de ene richting verbindt met Weesp, via Amsterdam-Zuid, en in de andere met Leiden.

## Geschiedenis
De lijn werd aangelegd om een railverbinding te creëren met Schiphol en een extra en kortere verbinding te creëren tussen Amsterdam en Den Haag / Rotterdam. Voordien liep de spoorlijn Amsterdam – Den Haag via Haarlem, een omweg die na de drooglegging van de Haarlemmermeer in de 19e eeuw geen fysieke noodzakelijkheid meer was.
Door de Schiphollijn kon de Oude Lijn (Amsterdam – Haarlem – Rotterdam) worden ontlast, zodat er meer haltes op de trajecten Amsterdam – Haarlem en Haarlem – Leiden geopend konden worden.
Het eerste deel van de Schiphollijn was het baanvak station Schiphol – station Amsterdam Zuid, dat werd geopend op 20 december 1978. Dit baanvak had, althans voor reizigersvervoer, geen verbinding met de rest van het Nederlandse spoorwegnet. Voor de aanvoer van rollend materieel werd gebruikgemaakt van de oude Haarlemmermeerspoorlijnen.
Het station van Schiphol ligt in de zes kilometer lange Schipholspoortunnel.
In 1981 werd de lijn verlengd naar Amsterdam RAI en werd de Schiphollijn aan de zuidzijde bij Leiden met het landelijke spoorwegnet verbonden. Toen werden ook de stations Hoofddorp en Nieuw Vennep geopend.
In 1986 kwam de verbinding van Amsterdam Centraal met Schiphol tot stand, via de westtak van de Ringspoorbaan. Deze lijn sluit bij de Riekerpolder, tussen Amsterdam Zuid en Schiphol, aan op de Schiphollijn. Bij Hoofddorp werd een opstelterrein aangelegd.
In 1992 kwamen 5 mensen om het leven bij een treinongeluk in de buurt van Hoofddorp.
In 1993 werd de zuidtak van de Ringspoorbaan verlengd van Amsterdam RAI via Duivendrecht en Diemen Zuid naar Weesp. Dit traject was niet geheel nieuw, want op een deel van dit traject lag al een verbindingsspoor voor treinen tussen rangeerterrein te Watergraafsmeer en Utrecht, dat in de nieuwe lijn werd opgenomen. Sindsdien is er vanuit Schiphol een verbinding in de richting Amsterdam Zuid – Weesp, en vervolgens hetzij naar Almere, hetzij naar Hilversum.
In 1996 kwam een spoorverdubbeling van twee naar vier sporen gereed op het traject Amsterdam Riekerpolder (aansluiting Westtak en Zuidtak) – Schiphol – Hoofddorp. Sinds 2000 telt station Schiphol zes sporen. Het stationsgebouw uit 1978 werd in 1995 afgebroken en geïntegreerd in Schiphol Plaza.
In 2003 en 2006 werden twee nieuwe aansluitingen opgeleverd die van belang waren voor de Schiphollijn: de Hemboog, aan de westtak, en de Utrechtboog, aan de zuidtak. Door de Hemboog is er een directe verbinding ontstaan met Zaandam. Reizigers van en naar Schiphol uit de richting Zaandam – Purmerend – Hoorn hoeven hierdoor niet meer over te stappen in Sloterdijk.
Oorspronkelijk waren er op de Hemboog bij Sloterdijk geen perrons waar reizigers konden uit- en instappen. Deze zijn alsnog aangelegd en sinds de dienstregeling van 2009 stoppen er tweemaal per uur in beide richtingen treinen.
Door de Utrechtboog is een directe verbinding ontstaan met Utrecht, waardoor reizigers tussen Utrecht – 's-Hertogenbosch – Eindhoven en Schiphol niet meer hoeven over te stappen in Duivendrecht.
Tussen Hoofddorp en Nieuw-Vennep ligt parallel aan de Schiphollijn een deel van de Hogesnelheidslijn-Zuid. Deze was gereed in 2007 en zou in 2008 in gebruik worden genomen. Eurostar en de Intercity direct rijden vanaf 13 december 2009 over de HSL. Tussen Hoofddorp en Amsterdam Centraal liggen er geen HSL sporen en rijden de treinen op de bestaande sporen. In 2011 is een nieuw station geopend aan de Schiphollijn: station Sassenheim.

## Treindiensten
| Serie            | Treinsoort                                       | Route | Bijzonderheden |
| ---------------- | ------------------------------------------------ | --- | --- |
| 700              | Intercity (NS)                                   | Schiphol Airport – Amsterdam Zuid – Almere Centrum – Lelystad Centrum – Zwolle – Assen – Groningen | Vormt tussen Schiphol Airport en Zwolle een halfuurdienst met serie 800. Vormt tussen Zwolle en Groningen een halfuurdienst met serie 500. Sommige treinen tussen Zwolle en Groningen stoppen op alle stations. (alleen 's morgens vroeg en 's avonds laat)                                      |
| 800              | Intercity (NS)                                   | Schiphol Airport – Amsterdam Zuid – Almere Centrum – Lelystad Centrum – Zwolle – Meppel – Leeuwarden | Vormt een halfuurdienst tussen Schiphol Airport en Zwolle met serie 700 en tussen Zwolle en Leeuwarden met serie 600. Sommige treinen tussen Zwolle en Leeuwarden stoppen op alle stations. (alleen 's morgens vroeg en 's avonds laat).                                                         |
| 1400             | Intercity (NS)                                   | Utrecht Centraal – Amsterdam Centraal – Schiphol Airport – Den Haag HS – Rotterdam Centraal | Nachtnet. In beide richtingen stopt de eerste trein (in beide richtingen rond 1:30 uur) op Amsterdam Bijlmer ArenA. In de nacht van dinsdag op woensdag zijn er werkzaamheden aan de Westtak. Deze serie stopt dan niet op Schiphol Airport. Dat station wordt dan bediend door intercity 11400. |
| 1800             | Intercity direct (NS)                            | Breda – Rotterdam Centraal – Schiphol Airport – Amsterdam Zuid – Duivendrecht – Hilversum – Amersfoort Centraal – Amersfoort Schothorst                                                                    | Via HSL. Rijdt na circa 20:00, op zaterdagochtend tot 9:00 en op zondagochtend tot 9:30 niet tussen Breda en Rotterdam Centraal. |
| 11800            | Intercity direct (NS)                            | Rotterdam Centraal – Schiphol Airport – Amsterdam Zuid | Via HSL. Rijdt enkel eenmaal in de late avond van zondag t/m donderdag en alleen richting Amsterdam Zuid. |
| 2400             | Intercity direct (NS)                            | Lelystad Centrum – Almere Buiten – Almere Centrum – Amsterdam Zuid – Schiphol Airport – Rotterdam Centraal                                                                                                 | Via HSL. Wordt na 20:00 uur en op zondag vervangen door Intercity direct 12400 die enkel tussen Amsterdam Zuid en Rotterdam Centraal rijdt. Vormt een halfuursdienst met Eurocity direct 9500. Rijdt tot 8:00 richting Lelystad twee maal per uur ter vervanging van de Eurocity direct 9500.    |
| 12400            | Intercity direct (NS)                            | Amsterdam Zuid – Schiphol Airport – Rotterdam Centraal | Via HSL. Rijdt na 20:00 en op zondag. Rijdt vanaf 22:00 richting Rotterdam twee keer per uur ter vervanging van de Eurocity direct 9500. |
| 3100             | Intercity (NS)                                   | Den Haag Centraal – Leiden Centraal – Schiphol Airport – Amsterdam Bijlmer ArenA – Utrecht Centraal – Veenendaal-De Klomp – Ede-Wageningen – Arnhem Centraal – Nijmegen                                    | Rijdt na circa 22:30, zaterdagochtend tot circa 9:00 en op zondagochtend tot circa 10:00 niet tussen Nijmegen en Utrecht Centraal v.v. Stopt alleen van vrijdag t/m zondag tot circa 19:00 te Veenendaal-De Klomp.                                                                               |
| 3200             | Intercity (NS)                                   | Arnhem Centraal – Ede-Wageningen – Utrecht Centraal – Amsterdam Zuid – Schiphol Airport – Leiden Centraal – Den Haag HS – Delft – Rotterdam Centraal                                                       | Stopt niet te Schiedam Centrum. Rijdt alleen van maandag tot en met donderdag tot circa 19:00. |
| 3500             | Intercity (NS)                                   | Dordrecht – Rotterdam Centraal – Schiedam Centrum – Delft – Den Haag HS – Leiden Centraal – Schiphol Airport – Amsterdam Zuid – Utrecht Centraal – 's-Hertogenbosch – Eindhoven Centraal – Helmond – Venlo | Rijdt na circa 22:30, op zaterdagochtend tot circa 9:00 en op zondagochtend tot circa 10:00 niet tussen Dordrecht en Utrecht Centraal v.v. |
| 4100             | Sprinter (NS)                                    | Hoofddorp – Schiphol Airport – Zaandam – Purmerend – Hoorn – Hoorn Kersenboogerd | |
| 4300             | Sprinter (NS)                                    | Den Haag Centraal – Leiden Centraal – Schiphol Airport – Amsterdam Zuid – Weesp – Almere Centrum – Almere Buiten – Almere Oostvaarders – Lelystad Centrum                                                  | |
| 5700             | Sprinter (NS)                                    | Utrecht Centraal – Hilversum – Weesp – Amsterdam Zuid – Schiphol Airport – Hoofddorp – Leiden Centraal | Rijdt niet na 20:00 uur. Rijdt vrijdag en in het weekend niet tussen Hoofddorp en Leiden Centraal. |
| 8100             | Sprinter (NS)                                    | Hoofddorp – Schiphol Airport – Amsterdam Sloterdijk – Amsterdam Centraal | Rijdt onder de formule Airport Sprinter. |
| 8200             | Sprinter (NS)                                    | Hoofddorp – Schiphol Airport – Amsterdam Sloterdijk – Amsterdam Centraal | Rijdt onder de formule Airport Sprinter. |
| 8300             | Sprinter (NS)                                    | Hoofddorp – Schiphol Airport – Amsterdam Sloterdijk – Amsterdam Centraal | Rijdt onder de formule Airport Sprinter. Rijdt niet na 21:00 uur. |
| 8400             | Sprinter (NS)                                    | Hoofddorp – Schiphol Airport – Amsterdam Sloterdijk – Amsterdam Centraal | Rijdt onder de formule Airport Sprinter. Rijdt niet na 21:00 uur. |
| 9500             | Eurocity Direct, Beneluxtrein (NS International) | Lelystad Centrum – Almere Buiten – Almere Centrum – Amsterdam Zuid – Schiphol Airport – Rotterdam Centraal – Antwerpen-Centraal – Brussel-Zuid                                                             | Via HSL. Tussen Schiphol en Rotterdam is bij een reis binnen Nederland een toeslag verschuldigd. Rijdt na 20:00 uur, zaterdagochtend vroeg en op zondag enkel tussen Amsterdam Zuid en Brussel-Zuid v.v.                                                                                         |
| 11400            | Intercity (NS)                                   | Leiden Centraal – Schiphol Airport – Amsterdam Bijlmer ArenA | Nachtnet. Rijdt alleen in de nachten volgend op dinsdag en woensdag |
| Nachttrein 32700 | Nachttrein (Arriva)                              | Maastricht – Sittard – Roermond – Weert – Eindhoven Centraal – 's-Hertogenbosch – Utrecht Centraal – Amsterdam Bijlmer ArenA – Amsterdam Zuid – Schiphol Airport                                           | Rijdt alleen in de nacht van vrijdag op zaterdag. |
| Nachttrein 32790 | Nachttrein (Arriva)                              | Groningen – Assen – Zwolle – Lelystad Centrum – Almere Centrum – Amsterdam Centraal – Schiphol Airport | Rijdt alleen in de nacht van vrijdag op zaterdag. |

## Dynamisch Verkeersmanagement
Op de stations Schiphol Airport en Amsterdam Zuid wordt gebruikgemaakt van Dynamisch Verkeersmanagement. Dit houdt in dat op statische informatieborden zoals gele vertrekstaten, en tot op het laatst ook op dynamische systemen, zoals reisplanners en displays in de stationshallen en boven de perrons, niet staat op welk spoor een trein vertrekt, maar het tweetal sporen aan een perron wordt vermeld. Pas op het laatste moment kan men op de displays op het perron zien op welk van de twee sporen de betreffende trein komt of staat. Ook is de beveiliging gewijzigd in november 2007; sindsdien is het mogelijk dat 24 treinen per uur in elk van beide richtingen de tunnel passeren.

## Spoorverdubbeling
In het kader van het project Openbaar Vervoer Schiphol-Amsterdam-Almere-Lelystad (OV-SAAL) is het baangedeelte tussen de aansluiting Riekerpolder en de splitsing bij de Utrechtboog tussen 2012 en 2016 viersporig gemaakt. Hiermee is capaciteit ontstaan voor meer rechtstreekse treinen vanuit Almere richting Schiphol en vanuit Hilversum en Utrecht richting Schiphol. Bij Riekerpolder sluit de westelijke tak van de ringspoorbaan aan op het traject tussen station Amsterdam Zuid en station Schiphol Airport. Deze aansluiting is verbouwd naar een dubbele vorkaansluiting. Treinen naar en van station Amsterdam Centraal kunnen nu zonder hinder voor andere treinen naar het optimale spoor in de Schipholspoortunnel geleid worden, en omgekeerd. Het treinverkeer van en naar station Schiphol en station Hoofddorp en verder, en het treinverkeer van en naar de HSL-Zuid profiteren hiervan.

## Stations en gebouwen
Overzicht van stations langs de lijn:
| Station          | Geopend | Huidig gebouw                                       |
| ---------------- | ------- | --------------------------------------------------- |
| Weesp            | 1874    | 1967, NS, 2e gebouw, uniek ontwerp                  |
| Diemen Zuid      | 1993    | 1993, NS, 1e gebouw, uniek ontwerp                  |
| Duivendrecht     | 1993    | 1993, NS, 1e gebouw, uniek ontwerp                  |
| Amsterdam RAI    | 1981    | 1991, NS, 2e gebouw, uniek ontwerp                  |
| Amsterdam Zuid   | 1978    | 2012, NS, 3e gebouw, uniek ontwerp                  |
| Schiphol Airport | 1978    | 1995, NS, 2e gebouw, geïntegreerd in Schiphol Plaza |
| Hoofddorp        | 1981    | 1998, NS, 2e gebouw, uniek ontwerp                  |
| Nieuw Vennep     | 1981    | 1986, NS, 2e gebouw, uniek ontwerp                  |
| Sassenheim       | 2011    | 2011, NS, 1e gebouw, uniek ontwerp                  |
| Leiden Centraal  | 1843    | 1987, NS, 4e gebouw, uniek ontwerp van Reijnders    |

De stations Leiden en Weesp waren al eerder geopend aan andere spoorlijnen.